# Miha Terdič
Miha Terdič es un deportista esloveno que compitió en piragüismo en la modalidad de eslalon. Ganó una medalla de plata en el Campeonato Mundial de Piragüismo en Eslalon de 2002 y una medalla de plata en el Campeonato Europeo de Piragüismo en Eslalon de 2000.

## Palmarés internacional
| Campeonato Mundial | Campeonato Mundial            | Campeonato Mundial | Campeonato Mundial |
| Año                | Lugar                         | Medalla            | Competición        |
| ------------------ | ----------------------------- | ------------------ | ------------------ |
| 2002               | Bourg-Saint-Maurice (Francia) | Medalla de plata   | K1 individual      |
| Campeonato Europeo |                               |                    |                    |
| Año                | Lugar                         | Medalla            | Competición        |
| 2000               | Mezzana (Italia)              | Medalla de plata   | K1 por equipos     |